# Belarussische Staatliche Universität für Informatik und Radioelektronik

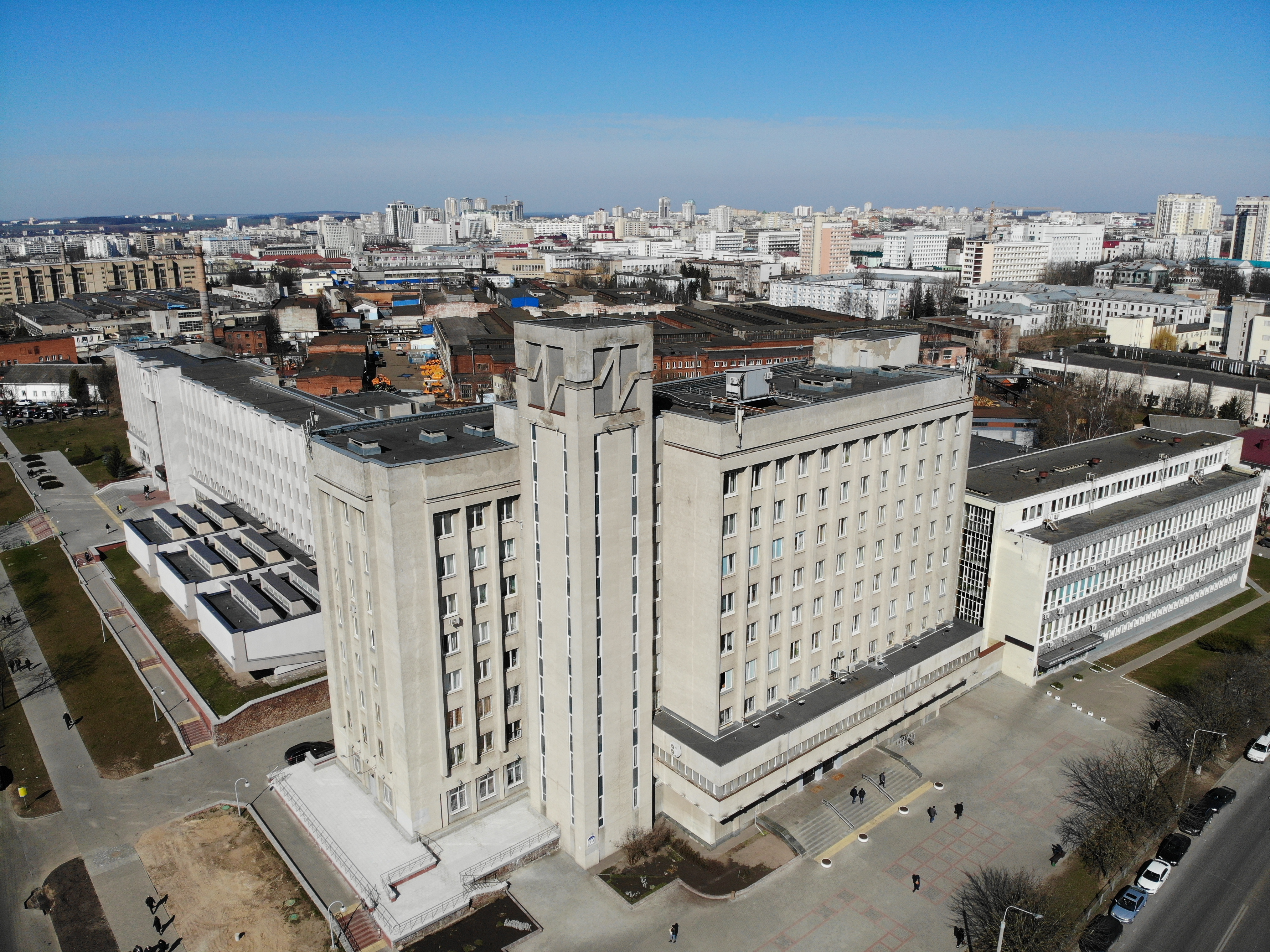
Campus Nr. 5

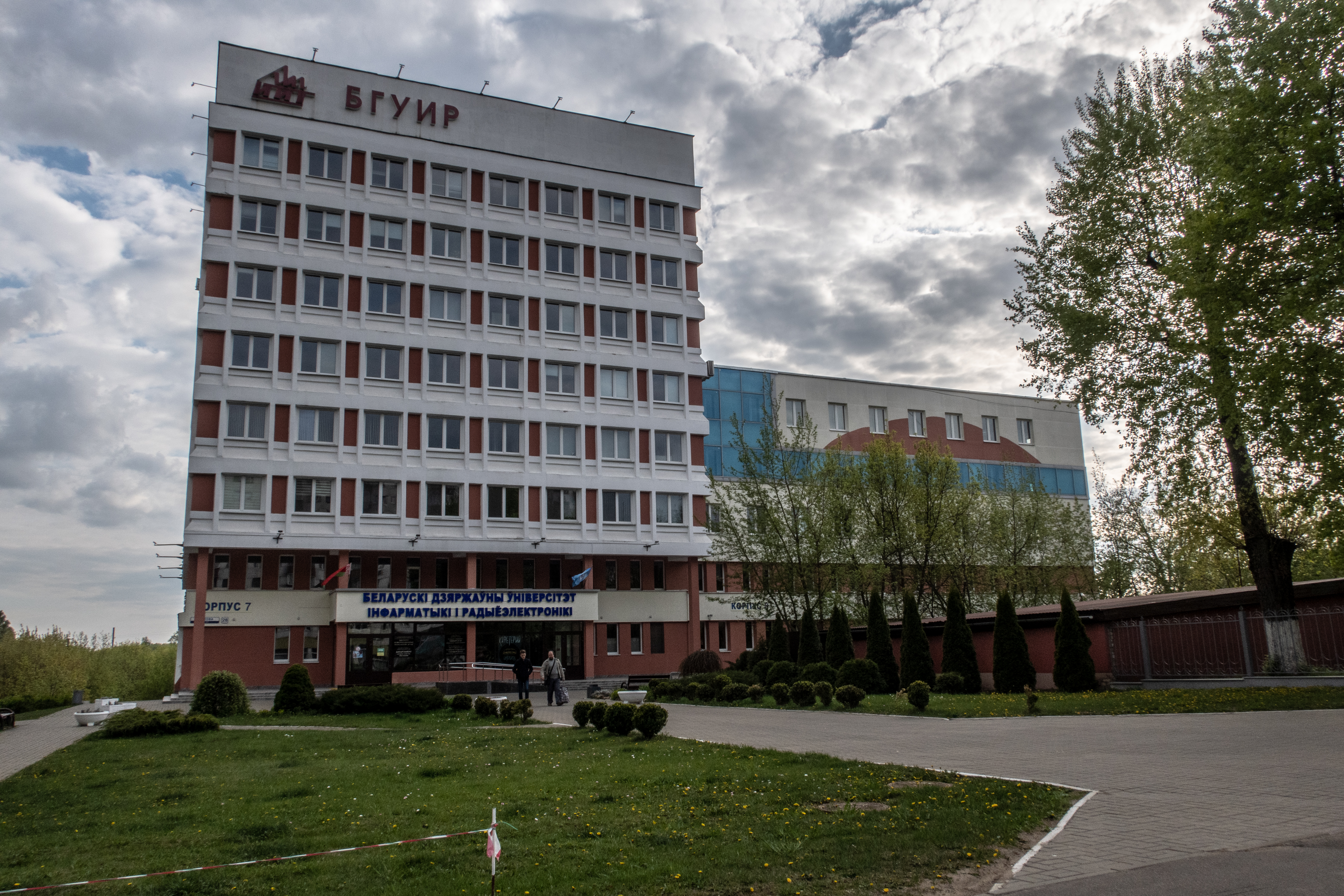
Campus Nr. 8

Die  Belarussische Staatliche Universität für Informatik und Radioelektronik (russisch Белорусский государственный университет информатики и радиоэлектроники; belarussisch Беларускі дзяржаўны ўніверсітэт інфарматыкі і радыёэлектронікі) ist heute eine der wichtigsten Wissenschafts- und Universitätseinrichtungen in Belarus. Die „BSUIR“ wurde in Minsk 1964 als Institut für Radiotechnik gegründet. Gegenwärtig bietet  sie 30 Fachstudiengänge mit verschiedenen Fächerkombinationen an. Die Zahl der Studierenden beträgt etwa 15.000.

## Fakultäten und Fachrichtungen
Die Belarussische Staatliche Universität für Informatik und Radioelektronik besteht aus folgenden Fakultäten und Fachrichtungen:

### Fakultäten
- Fakultät für Computerplanung:	Elektronisch-optischer Gerätebau; Medizinische Elektronik; Projektierung und Produktion radioelektronischer Geräte; Elektronische Rechnungsmittel; Technische Sicherheitsversorgung; Modellierung und Computerprojektierung
- Fakultät für Informationstechnologie und Verwaltung: Informationstechnologien und Verwaltung in technischen Systemen; Automatisierungssysteme der Informationsverarbeitung
- Fakultät für Radiotechnik und Elektronik: Mikro- und nanoelektronische Technologien und Schemata; Radioinformatik; Radiotechnik; radioelektronischen Systeme; radioelektronische Schutz der Information
- Fakultät für Computergesteuerte Systeme und Netzwerke: Informatik; Software für Computertechnologien; Rechner, Systeme und Netzwerke
- Fakultät für Telekommunikation: Mehrkanalsysteme der Telekommunikationen; Funksysteme, Telekommunikationsnetzwerke; Metrologie, Standardisierung und Zertifizierung im Bereich Informatik, Radioelektronik und Verbindung
- Fakultät für Ingenieur- und Wirtschaftswesen:	Informationssysteme und Technologien; Betriebswirtschaft
- Fakultät für Militärwesen: Mehrkanalsysteme
- Fakultät für Fernstudium
- Fakultät für und Teleunterricht
- Fakultät für Hochschulvorbereitung und Berufsorientierung

### Fachrichtungen
- Magistratur
- Aspirantur (Promotion)
- Habilitation
- Institut der Informationstechnologien
- Wissenschaftliche Forschungsabteilung

## Internationale Zusammenarbeit
Die Partneruniversitäten und Hochschuleinrichtungen in Deutschland sind: Bergische Universität Wuppertal, Hochschule Mittweida, Hochschule Pforzheim. Die BSUIR hat Beziehungen zu Hochschulen und Forschungszentren in Russland, China, Vietnam, Singapur, Deutschland, Frankreich, Italien und anderen Ländern.
Es gibt heute mehr als 300 internationale Studenten an der BSUIR, die aus 30 Ländern kommen.